# Diagrama d'objectes
Un diagrama d'objectes en el Llenguatge Unificat de Modelatge (UML), és un diagrama que mostra una vista completa o parcial de l'estructura d'un modelatge en un moment específic.

## Descripció
El diagrama d'objectes consisteix en la mostra de les instàncies creades i els vincles existents entre ells en un moment donat. És per això que el diagrama d'objectes s'utilitza un cop el sistema està actiu.
Els diagrames d'objectes i  diagrames de classes estan estretament relacionats i l'ús de la notació gairebé és idèntica. El diagrama d'objectes és la representació dinàmica del diagrama de classes. Els diagrames d'objectes són més concrets que els diagrames de classes. Sovint s'utilitzen per proporcionar exemples o actuar com a casos de prova per als diagrames de classes. Normalment es mostren els atributs d'interès de la instància en un diagrama d'objectes.

## Conceptes del diagrama d'objectes

### Especificacions d'una instància[1]
Les instàncies es representen dintre d'un rectangle amb el seu nom subratllat i a vegades el valor d'un o diversos dels seus atributs.
El nom d'una instància es representa de la següent forma:
- nomInstancia : nomClasse

El valor de l'atribut es representa de la següent forma:
- nomAtribut = valorAtribut

Els atributs de la instància, en cas de tenir-ne, es posaran separats per una línia continua a sota del nom de la instància, dins del mateix rectangle.
Les relacions entre instàncies es representen mitjançant línies contínues, que s'anomenen link. Altres connexions del UML com l'agregació o la composició també poden aparèixer en un diagrama d'objectes.

### Exemple de diagrama d'objectes[2]
A diferència d'un diagrama de classes, el diagrama d'objectes només
mostra instàncies.
Els diagrames d'objectes són molt útils per explicar relacions que en un
diagrama de classe poden semblar complicades, com en el cas d'una relació reflexiva.
Aquest petit diagrama de classe, mostra com un departament universitari
pot contenir molts altres departaments.
El diagrama d'objectes següent, instància el diagrama de classes i el substitueix per un exemple concret.

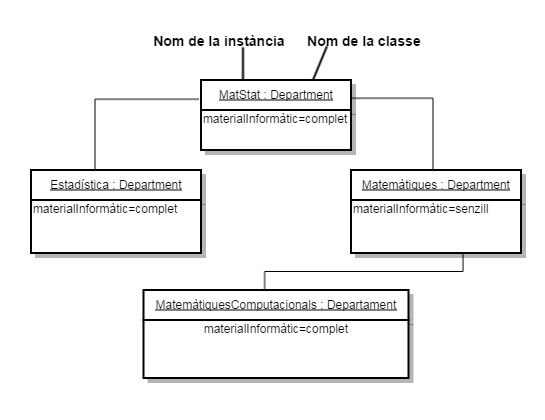

## Diagrama d'objectes Vs Diagrama de classes[3]
| Diagrama de classes                                                      | Diagrama d'objectes                                                                                         |
| ------------------------------------------------------------------------ | --- |
| Té 3 apartats: Nom, Atributs, Mètodes                                    | Té 2 apartats: Nom i atributs                                                                               |
| En els atributs es defineixen les seves propietats                       | Només es defineixen els valors de cada atribut per la instància que s'està modelant                         |
| Només es posa el nom de a classe                                         | Es pot posar el nom de l'objecte ":" i el de la classe subratllats, o únicament ":" i el nom de la classe   |
| Es llisten les operacions                                                | Les operacions no estan incloses en l'objecte ja que son idèntiques per a cada objecte de la mateixa classe |
| Les classes es connecten amb una associació amb nom, multiplicitat, rols | Els objectes es connecten amb un link que tenen un nom i no tenen multiplicitat                             |